# Марацци, Давид
Давид Марацци (фр. David Marazzi, род. 6 сентября 1984 года, Лозанна, Швейцария) — швейцарский футболист, полузащитник клуба «Эш».

## Карьера
Родился в городе Лозанна. Там же начинал заниматься футболом в родном клубе «Лозанна-Спорт». В 2001 году он стал привлекаться к играм за основной состав. В 2003 году игрок перешел в клуб «Санкт-Галлен». Пять лет он был игроком «Эспена», и за это время сыграл 145 матчей и забил 12 голов в чемпионате. В 2008 году он перешел в «Арау», где также играл пять лет. Год он провел в «Серветте», а затем вернулся в родной клуб «Лозанну». В 2010 году стал участником матча, когда «Лозанне» удалось выбить московский «Локомотив» в серии после-матчевых пенальти. Здесь он отыграл два сезона, и перешел в «Ле-Мон».